# Ramat Alon

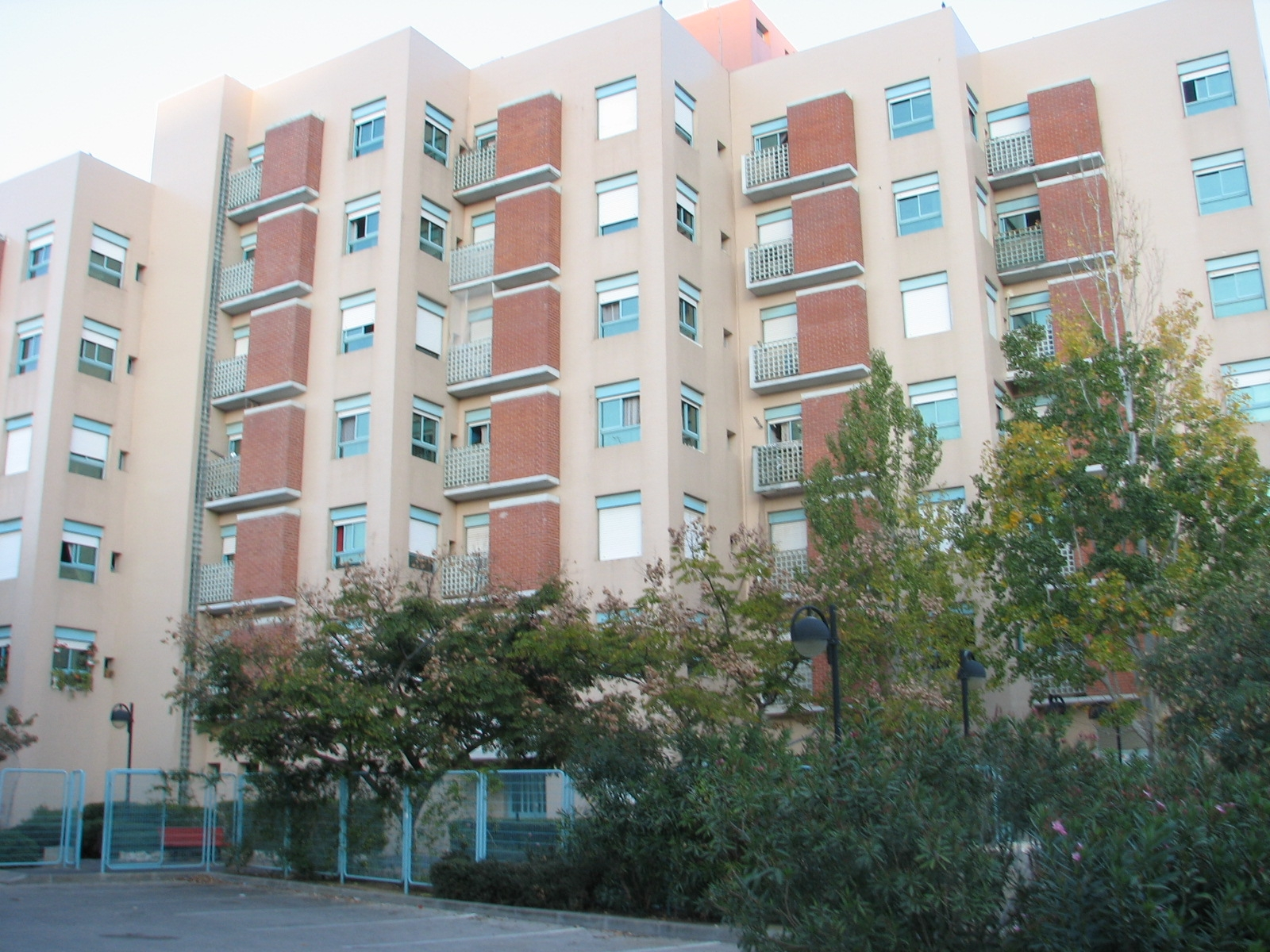
Nová obytná zástavba v Ramat Alon

Ramat Alon (hebrejsky: רמת אלון, doslova Alonova výšina) je čtvrť v jihovýchodní části Haify v Izraeli. Nachází se v administrativní oblasti Ramot Neve Ša'anan, v pohoří Karmel.

## Geografie
Leží v nadmořské výšce cca 300 metrů, cca 5 kilometrů jihojihovýchodně od centra dolního města. Na východě s ní sousedí areál Technionu, na západě Ramat Almogi a Ramat Golda, na severu Ramot Remez a Šchnunat Ziv, na jihu Savijonej ha-Karmel. Zaujímá severní svahy Karmelu, které se svažují k pobřeží Haifského zálivu, přičemž na východě je ohraničena údolím vádí Nachal Ben Dor. Hlavní dopravní osou je ulice dr. Arthur Biram. Populace je židovská, bez arabského prvku.

## Dějiny
Vyrostla v posledních 15 letech jako nový obytný soubor na okraji města. Plocha této městské části dosahuje 0,26 kilometru čtverečního. V roce 2008 tu žilo 2 820 lidí (z toho 2 740 Židů).